# Żelisławie
Żelisławie (niem. Ravensberg) – wieś sołecka w Polsce położona w województwie zachodniopomorskim, w powiecie drawskim, w gminie Czaplinek. W latach 1975–1998 miejscowość administracyjnie należała do województwa koszalińskiego. W roku 2007 wieś liczyła 75 mieszkańców.
Osady wchodzące w skład sołectwa: Cichorzecze, Stare Kaleńsko, Wrześnica.

## Geografia
Wieś leży ok. 5 km na zachód od Czaplinka, ok. 1,8 km na południe od drogi krajowej nr 20 ze Stargardu do Gdyni, ok. 600 m na północ od jeziora Kaleńskie.

## Gospodarka
W miejscowości działa stowarzyszenie "Żelisławski Zapiecek", promujące kultywowanie lokalnych tradycji: domowego wypieku chleba z dodatkiem ziół i warzyw, zwanego "szczodrakiem", oraz tkactwa, wikliniarstwa i wyrobu ceramiki.

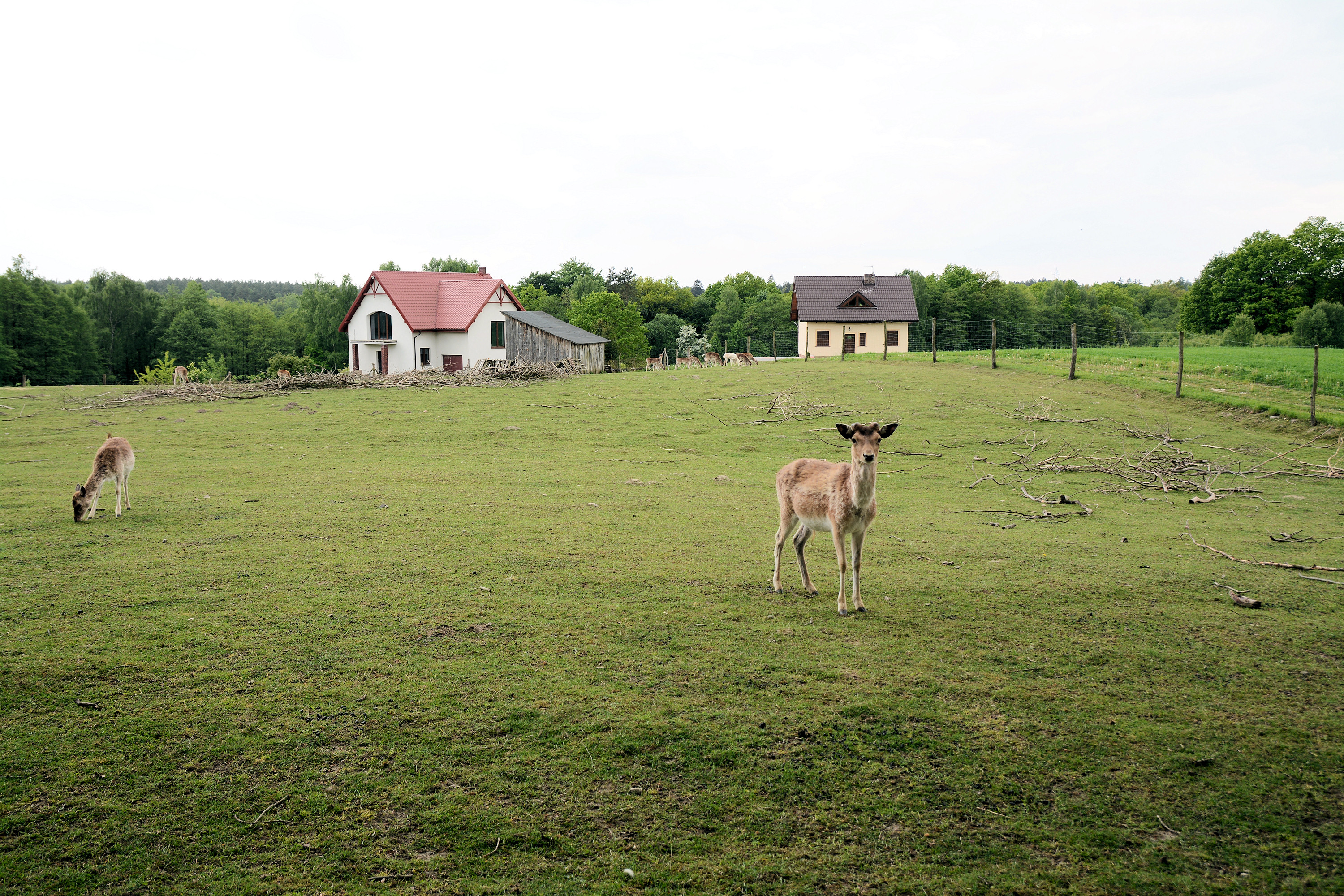
Hodowla danieli w Żelisławiu

W jednym z gospodarstw w Żelisławiu znajduje się hodowla danieli.